# Jiří z Antiochie
Jiří z Antiochie (sicilsky Giorgiu di Antiochia, italsky Giorgio d'Antiochia, zemřel 1151/1152?) byl sicilský admirál za vlády Rogera II.
Pocházel z Antiochie a měl řecké rodiče, ovládal řečtinu a arabštinu. V mládí odešel na Sicílii, kde našel službu u normanského dvora a po čase se stal nástupcem admirála Christodula. Ve jménu Rogera Sicilského mnoho let brázdil Středozemí a svedl mnoho bitev. Roku 1143 založil v Palermu byzantský kostel Santa Maria dell'Ammiraglio, na jehož stavbu byli povoláni byzantští mozaikáři, kteří zde z drobných kostek vytvořili podobiznu krále i jeho admirála. Roger II. zde přijímá od samotného Krista královskou korunu a admirál Jiří je zobrazen u nohou Panny Marie. V kostelním narthexu byl admirál o několik let později i s manželkou pohřben. Jeho nástupcem se stal Filip z Mahdie.